# Sterculia banksiana
Sterculia banksiana är en malvaväxtart som beskrevs av André Guillaumin. Sterculia banksiana ingår i släktet Sterculia och familjen malvaväxter. Inga underarter finns listade i Catalogue of Life.